# ジョージ・ピーボディ
ジョージ・ピーボディ（George Peabody、1795年2月18日 - 1869年11月4日）は、アメリカ合衆国出身の企業家、慈善家で、アメリカで最も古い音楽学校ピーボディ音楽院などの教育施設・図書館等の開設者。
貧しい家に生まれたが、その後は金融の中心地ロンドンでジューニアス・モルガンをパートナーとして迎え銀行家として活躍、後の銀行持株会社 JPモルガン・チェースの前身となる銀行を創設する。老後は惜しみなく慈善活動を行い。「近代慈善家の父」（father of modern philanthropy）と呼ばれるほどの世界的な称賛を受けた。

## 生涯
1795年、マサチューセッツ州サウス・デンバー（現ピーボディ）のピューリタンを先祖に持つ極度に貧しい家で、七人兄弟の一人として生まれた。極貧で苦労し、学校にも数年しか通っていない。彼は後に「若いころの途轍もない苦労を片時も忘れられない、忘れる事ができないんだ。」と述べている。
ドライグッズの起業から始まり、いろいろ苦難があったが、最終的に銀行家として大成した。生まれた場所は、ピーボディのワシントン通り205で、現在ジョージ・ピーボディ・ハウス博物館として生涯と偉業を紹介している。ピーボディの生涯にわたるビジネスのパートナーにして友人の一人が、著名な銀行家で芸術のパトロンでもあったウィリアム・ウィルソン・コーコランである。
1816年ピーボディは、メリーランド州ボルチモアに移り20年間住んだ。1837年にはイギリスのロンドンに移り、その後の人生はそこで過ごした。
ジョージ・ピーボディは、生涯一度も結婚しなかった。1869年11月4日、ロンドンで74歳で亡くなった。ウェストミンスター大聖堂の大司教の希望とヴィクトリア女王の承認によりウェストミンスター大聖堂に仮埋葬された。しかし、本人の遺志は、故郷マサチューセッツ州サウス・デンバーに埋葬されることであったので、ウィリアム・グラッドストン首相が、イギリス海軍の最新鋭艦で最大の艦艇モナーク（HMS Monarch (1868)）で、遺体をアメリカ合衆国に帰還させるように手配した。彼はマサチューセッツ州セイラムに埋葬された。
マサチューセッツ州サウス・デンバーは、その名誉ある出身者の名前をたたえて、ピーボディと改名した。ピーポディは偉大な米国人の殿堂（en:Hall of Fame for Great Americans）のひとつで、ブロンクス・コミュニティカレッジがあり、以前はニューヨーク大学（NYU）もここにあった。
ピーボディの銅像は、彼の死去から間もなく1869年にロンドンの旧:王立証券取引所の隣に立てられ（北緯51度30分50.1秒 西経0度05分11.6秒 / 北緯51.513917度 西経0.086556度）、フリーマン（ロンドン市名誉市民、en）と呼ばれている。その後、これと同じものがメリーランド州ボルティモアの近郊マウント・バーノンにあるピーボディ研究所に建てられている。

## ビジネス
ピーポディは1812年の米英戦争に志願兵として参加し、エリシャ・リッグスと知り合う。彼の支援により1814年、生活衣料雑貨の大規模な卸売り事業ピーポディ・リッグス商会を設立する。
ピーボディの友人コーコランとエリシャの息子ジョージ・ワシントン・リッグスは1836年にリッグス銀行を創設している。
1851年、彼はジョージ・ピーボディ商会を設立、アメリカの鉄道輸送での増大する積み荷の安全保障の要望に対応しようとする。3年後、彼はジューニアス・スペンサー・モルガンと提携し、ピーポディ・モルガン商会を設立。これにより両実業家は、1864年のピーボディの引退まで協力して運営に当たった。
ピーポディの引退後、この会社はJ・S・モルガン商会と改名。先のイギリスの商業銀行であるモルガン・グレンフェル銀行（Morgan, Grenfell & Co.）（現:ドイツ銀行）、国際的なユニバーサル銀行であるJPモルガン・チェース、モルガン・スタンレーは、すべてピーボディ銀行にそのルーツを持っている。

## 慈善事業
ピーポディは、近代の慈善事業の祖として知られている。その後、ジョンズ・ホプキンズ、アンドリュー・カーネギー、ジョン・D・ロックフェラー、ビル・ゲイツ、その他の人々によって受け継がれていくような事業の先鞭をつけたのが、彼である。アメリカでは彼の活動が教育への慈善事業の形態を形成した最大の要素となった。
アメリカ合衆国では、ニューイングランドやその他にピーボディは、数多くの機関、研究所を設置し、また支援している。南北戦争が終わってから、彼はピーボディ教育基金を設置、南部の困窮した子どもたちの知的で、道徳的で手に職をつけられるような教育のために援助を行った。しかしながら、彼の最大の慈善活動は、彼の最初の経済的成功の舞台になったボルティモアで行われている。
1862年、ピーポディはロンドンでピーポディ慈善基金を設立、今日のピーボディ・トラスト （Peabody Trust）である。これはロンドンの貧しい人たちを救済し、彼らに質の良い住まいを提供しようというものであった。ピーポディトラストによる最初の貧しい芸術家と労働者のための住宅は、1864年2月、スピタルフィールズのコマーシャル通りにオープンした。それらの住宅は建築家のH・A・ダービシャーが従来のゴシックのスタイルを打ち破る魅力的な装飾をつけて設計し、彼のもとにはそれ以後注文が殺到することとなった。
ピーボディには、ロンドンの貧困者への経済的な支援の功績をたたえて、チャールズ・リードの提案により1862年7月10日、ロンドン市の名誉市民（Freedom of the City）に選定された。名誉市民に選定されたアメリカ人はピーボディが最初である。1869年、ピーボディの銅像が王立取引所の隣の、1842年から1846年に取り壊されたSt Benet Fink 教会跡地に建てられ、エドワード7世により公表された。

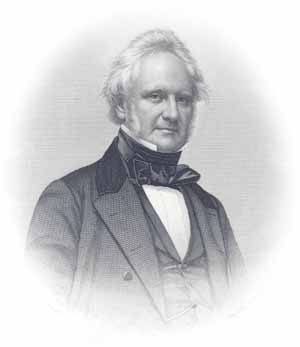
ジョージ・ピーボディ

ジョージ・ピーボディは800万ドル以上の寄付を行い、その大半が彼の存命中に行われている。そのリストの中には以下のようなものがある。:
1852年 ピーボディ研究所（現:ピーボディ研究所図書館）、マサチューセッツ州ピーボディ: 217,000ドル
1856年 ピーボディ研究所（現:ピーボディ研究所図書館デンバー）、マサチューセッツ州ダンバース:100,000ドル
1857年 ピーボディ研究所(現:ジョンズ・ホプキンス大学ピーボディ研究所)、メリーランド州ボルチモア: 1,400,000ドル
1862年 ピーボディ慈善基金、ロンドン: 2,500,000ドル
1866年 ピーボディ考古学民族学博物館、ハーバード大学、マサチューセッツ州ケンブリッジ
1866年 ピーボディ自然史博物館、イェール大学、コネチカット州ニューヘイブン: 150,000ドル
1867年 ピーボディ・エセックス博物館、マサチューセッツ州セイラム: 140,000ドル
1867年 ピーボディ研究所(現:特別区立図書館ジョージタウン部門ピーポディ室)、ワシントンD.C.、ジョージタウン: 15,000ドル
1867年 ピーボディ教育基金: 2,000,000ドル
1875年 ピーボディ大学(現:ヴァンダービルト大学ピーボディキャンパス)、テネシー州ナッシュビル。ピーボディ教育基金より。
1866年 ジョージタウン・ピーボディ図書館、マサチューセッツ州ジョージタウンの公立図書館。
1866年 セットフォード公立図書館、バーモント州セットフォード: 5,000ドル
1901年 ピーボディ記念図書館、サム・ヒューストン州立大学、テキサス州ハンツビル
1913年 ジョージ・ピーボディ・ビルディング、ミシシッピ大学、ミシシッピ州オックスフォード
1913年 ピーボディ・ホール、アーカンソー大学: 40,000ドル
1913年 ピーボディ・ホール、ジョージア大学: $40,000
ピーボディ・ホール ルイジアナ州立大学